# سد أكرا كور
يقع سد أكرا كاور، والذي يُشار إليه أحيانًا باسم سد أنقرة كاور، بالقرب من جوادر في بلوشستان ،باكستان. تم إنشاء السد في عام 1995  بتكلفة 24 مليون دولار  لتزويد جوادر والقرى المجاورة بالمياه. وهو المصدر الوحيد لإمداد سكان منطقة جوادر بالمياه. يمتد السد على مساحة 17,000 فدان (6,900 هكتار؛ 27 ميل مربع) .
في عام 2005، تسببت الأمطار الغزيرة في المنطقة في فيضان من السد، مما أدى إلى غمر عدد من القرى ومقتل 20 شخصًا على الأقل. في يوليو 2012، ظهرت تقارير تفيد بأن السد قد جف تمامًا بسبب تراكم الطمي على نطاق واسع. وقد شكّل ذلك تحديات خطيرة لإمدادات المياة للسكان المحليين، بما في ذلك النقص الحاد في مياه الشرب.

## أنظر أيضا
- قائمة السدود والخزانات في باكستان